# Örmény népirtás

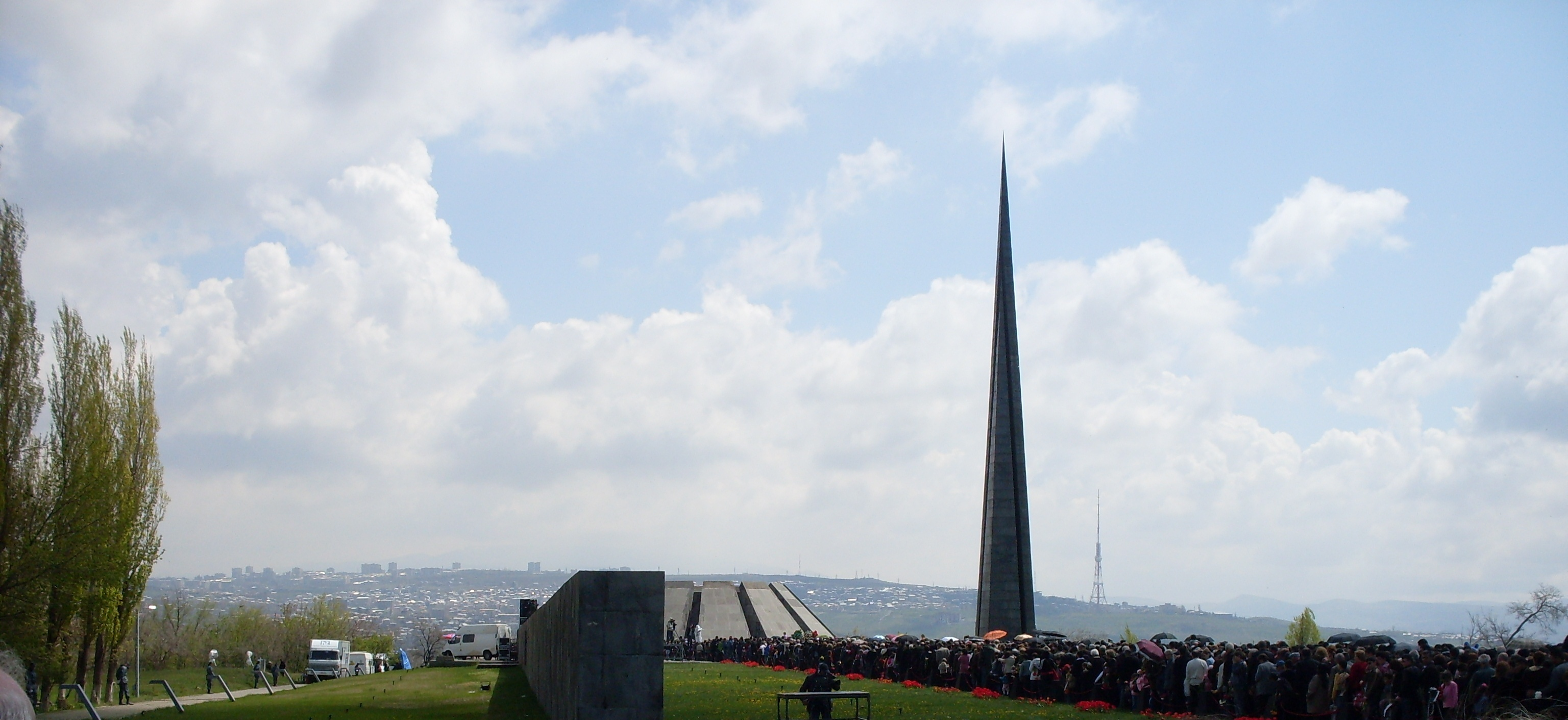
Az örmény genocídium emlékműve Jerevánban

Az örmény népirtás (örményül: Հայոց Ցեղասպանութիւն [hɑjotsʰ tsʰɛɫɑspɑnowtʰiwn], törökül: Ermeni Soykırımı) − említik még örmény holokauszt, nagy sorscsapás (Մեծ Եղեռն (IPA: mɛts jɛɫɛrn)) és örmény mészárlás néven is − örmény források szerint mintegy másfélmillió örmény erőszakos kitelepítése és egy részük lemészárlása volt 1915 és 1917 között az Oszmán Birodalomban az ifjútörök kormány uralma alatt. A törökök szerint 200–300 000-en, míg a tudományos körökben elfogadott nézet szerint 600–800 ezren vesztették életüket.
Az örmény genocídiumra széles körben tekintenek úgy, mint az egyik első modern, szisztematikus népirtásra; sok nyugati forrásban pusztán a halálozási arányt emelik ki, mint az örmények megsemmisítésére tett szervezett akció legfőbb bizonyítékát. A genocídium, amelyet 2024 tavaszáig 34 ország ismert el hivatalosan népirtásként (Magyarország még nem) bizonyára a második legrészletesebben tanulmányozott ilyen jellegű eseménysorozat a történelemben. Törökország kormánya visszautasítja, hogy az eseményeket genocídiumként jellemezzék.
A korabeli nemzetközi tiltakozás hatására a török hatóságok a népirtás értelmi szerzőit bíróság elé állították, azonban a büntetések többsége elől a vádlottak elmenekültek. Ilyen körülmények között hívta életre az Örmény Forradalmi Szövetség nevű szélsőbaloldali párt a Nemeszisz nevű, a törökök elleni bosszút beteljesíteni hivatott „hadműveletet”, melynek során a népirtás hat fő török közreműködőjét, illetve értelmi szerzőjét meggyilkolták az 1920-as évek elejéig.

## Az örmények helyzete az Oszmán Birodalomban

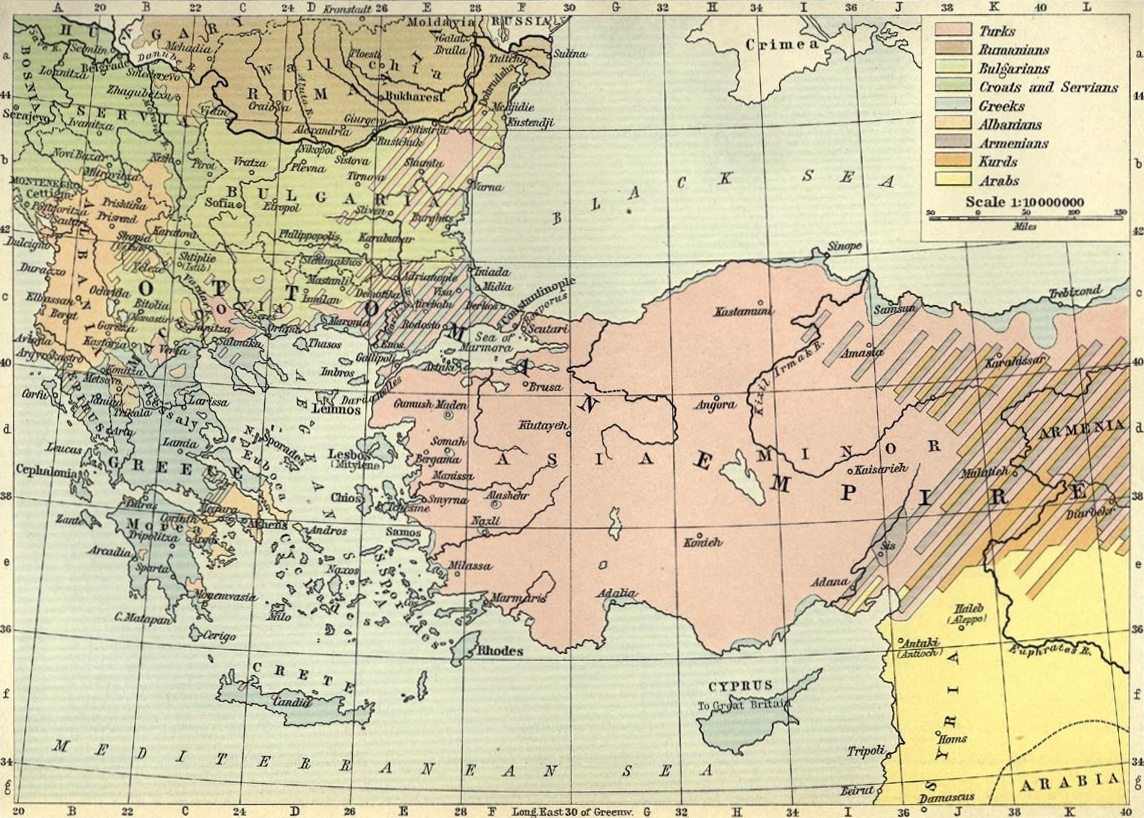
Etnikai csoportok a Balkánon és Kis-Ázsiában a 20. század elején (William R. Shepherd történelmi atlasza, 1911)

A vallási alapokon nyugvó oszmán jogrendszerben az örményekre (mint dhimmikre, a görögökkel, zsidókkal és más etnikai és vallási kisebbségekkel együtt) más törvények vonatkoztak, mint a muszlimokra. Külön bírói testületük volt, bár az olyan ügyek, amelyekben egy muszlim is érintett volt, a saría, az iszlám jog illetékességébe tartoztak. Az örmények fel voltak mentve a katonai szolgálat alól és ehelyett egyfajta mentességi adót, a dzsizját voltak kötelesek fizetni; az iszlám bíróság előtt tett tanúvallomásuk nem volt elfogadható egy muszlim vallomásával szemben; nem viselhettek fegyvert és keményen megadóztatták őket, bár ők alkották az Oszmán Birodalomban az egyik legnagyobb kisebbséget.
Konfliktusok a genocídium előtt is voltak: Zsigmond Benedek armenológus szerint a 19. század előtti mintegy száz évben is bizonyos rendszerességgel folytak örmények (azonkívül más népcsoportok, pl. görögök) elleni „kisebb” (tízezres nagyságrendű) mészárlások, a 19. századtól kezdve pedig kimutatható az örmény kisebbség teljes megsemmisítésére irányuló szándék a törökök részéről. Az 1910-es évekbeli örmény genocídium semmiképp sem volt váratlan. Ennek mértékét az Európába való állandó örmény kivándorlás (menekülés) sem tudta csökkenteni.
Csaknem két évtizeddel az anatóliai örmények elleni első mészárlások előtt, 1896-ban a The New York Times a török nagykövetség hírlapja nyomán a következőt írta: „Nem a Porta okozta az örményországi mészárlásokat, hanem a kis-ázsiai keresztény propaganda »Le az iszlámmal« felkiáltása, mely háborút robbantott ki a félhold és a kereszt között.”
1914-ben az Oszmán Birodalomban hozzávetőleg kétmillió örmény élt. Az örmény népesség nagy része egyetlen nagy tömbben, Kelet-Anatóliában élt, de sok örmény lakott a birodalom nyugati részében is, különösen Konstantinápolyban és környékén.

## A háború előtt

### II. Abdul-Hamid uralkodása, 1876−1909

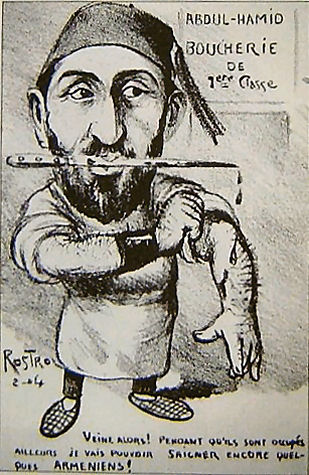
Korabeli francia politikai gúnyrajz II. Abdul-Hamid szultánról

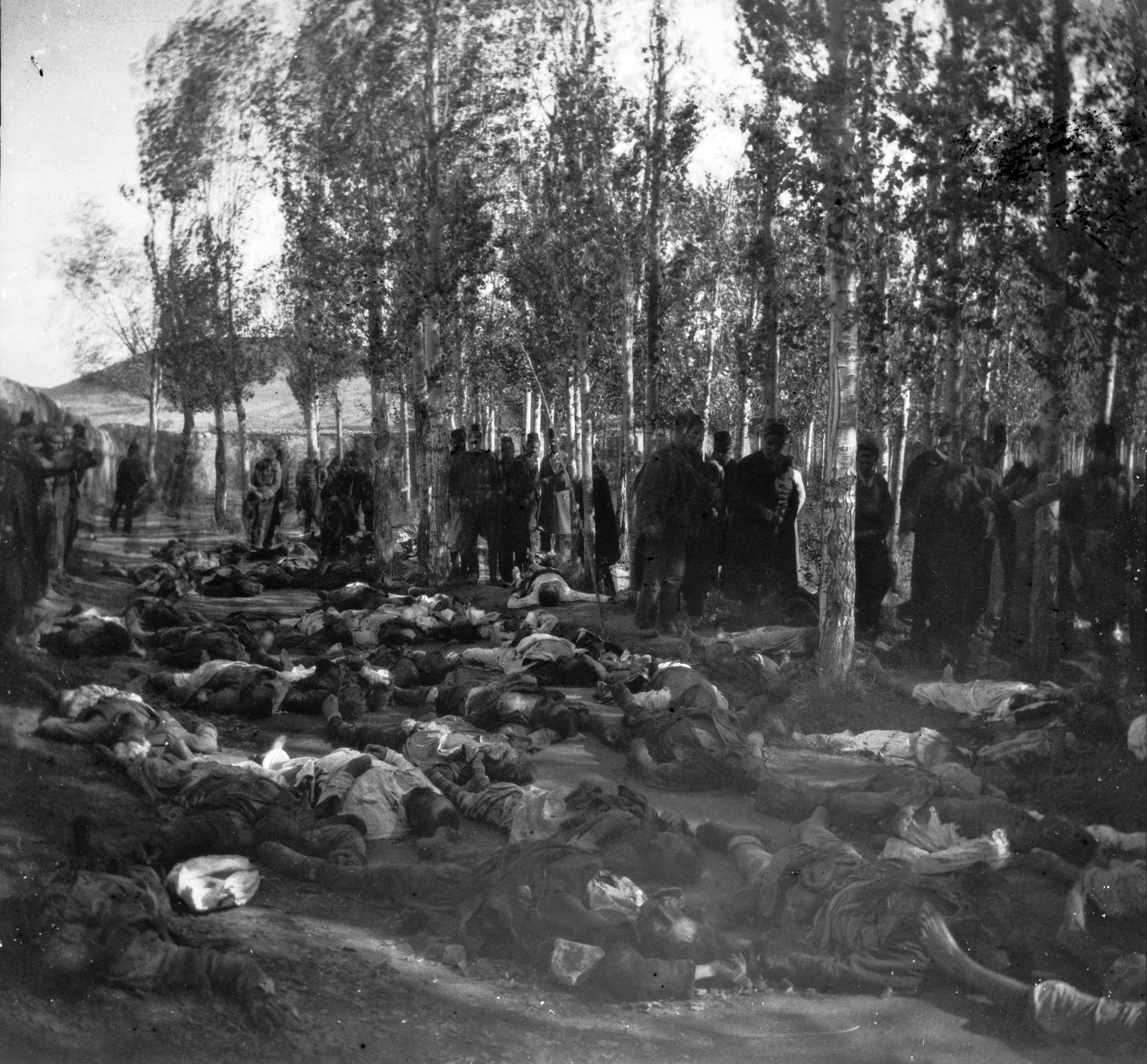
Az 1895-ös erzerumi mészárlás áldozatai

II. Abdul-Hamid szultán uralkodása kezdetén felfüggesztette az alkotmányt és diktatórikus eszközökkel kormányozta országát. Az Oszmán Birodalom hanyatlásával párhuzamosan nőtt az örmények politikai ellenállása, amit Abdul-Hamid uralma alatt számos esetben mészárlással toroltak meg. A 19. század utolsó éveiben, az 1894−1895-ös mészárlássorozat után a New York Times így tudósított: „a kis-ázsiai keresztények megsemmisítésére irányuló nyilvánvaló politikai törekvés”.
1908-ban az Oszmán Birodalom egy világi mozgalom, „az alkotmányos és parlamentáris hatalom” visszaállítását célul kitűző ifjútörökök irányítása alá került. A mozgalom hatalomra kerülését a birodalom vallási kisebbségei örömmel fogadták. 1909-ben, amikor a kialakuló ifjútörök kormány szétszakadt, II. Abdul-Hamid egy populista lépéssel elnyerte az iszlamisták támogatását és rövid időre visszaszerezte a szultáni hatalmat. Az ezt követő adanai vérengzésben harmincezer örményt mészároltak le. Amikor két amerikai születésű misszionárius is meghalt a vérengzésben, az oszmán hatóságok azt állították, hogy az örmények ölték meg őket, amikor azok „segítettek eloltani egy török özvegyasszony égő házát”. Ezt később cáfolta egy örmény pap, aki tanúja volt a gyilkosságoknak, az ő elmondása szerint a misszionáriusokat „a muszlimok” ölték meg.

### Az ifjútörök kormányzat
Az ifjútörökök 1909 áprilisában visszaszerezték a hatalmat és a szultánt fogságba helyezték. Ekkorra az ifjútörök forradalmárokban azonban felerősödött a bizalmatlanság és a harag a törökországi keresztényekkel szemben. A Leideni Egyetem tanára, Erik-Jan Zürcher így ír erről:
„Ez a Dél-Balkán városi központjaiban felnövekedett nemzedék teljesen tudatában van a keresztény polgárság és a muszlim középosztály között lévő, egyre mélyülő szakadéknak. A szakadék szemmel látható az oktatásban, hiszen nagyobb, különb iskolákat létesítenek maguk a helyi nem-muszlim közösségek és az európai missziós szervezetek is. (…) A szakadék a gazdasági életben is egyre kézzelfoghatóbb (…) A muszlim középosztály fiai (…) egyre inkább az állami bürokráciában (amely a 19. században a harmincszorosára növekedett) és a fegyveres erők tiszti állományában találták meg helyüket. Ilyenformán paradox helyzetbe kerültek: ők képviselték a hatóságot és az állami tekintélyt, de ugyanakkor viszonylagos szegénységben éltek, a munkabérek gyakran hónapokra elmaradoztak, ha nem évekre…”
Az ifjútörökök visszaemlékezései világosan elénk tárják, mennyire tudatában voltak a muszlimok és más vallásúak közötti növekvő szakadéknak. A hagyományos muszlim városnegyedekben született fiatalok lenyűgözve szemlélték a görög és örmény iparosok villáit az újonnan épült, villamosvonalakkal és közvilágítással felszerelt sugárutak mentén. A kirívó ellentét meghatározta kormányhűségüket… Az ifjútörökökben kifejlődött egy erőszakos oszmán-muszlim nacionalizmus, ami a „másságot” leginkább vallási alapon határozta meg. A muszlim − nem muszlim szembenállás teljesen eluralta a politikát és tragédiákhoz vezetett: a muszlimok kiűzetéséhez a Balkánról, a görög ortodoxok kiűzetéséhez Anatóliából, valamint a törökországi örmények elleni tömegmészárláshoz.

## A népirtás végrehajtása

### Tervezés
1914 novemberében az Oszmán Birodalom belépett az első világháborúba a központi hatalmak oldalán. Enver pasa, a hadügyminiszter egy katasztrófával végződő hadjáratot indított az orosz csapatok ellen azzal a céllal, hogy elfoglalja Baku városát. A török csapatokat a sarıkamışi csatában felmorzsolták, sok katona pedig a visszavonulás során halálra fagyott.
Isztambulba visszatérve Enver pasa jórészt az azon a vidéken élő örményeket hibáztatta a tragédiáért, mert azok az oroszok pártjára álltak. Emellett 1914-re az oszmán hatóságok már elindítottak egy propaganda-hadjáratot, amely úgy állította be az Oszmán Birodalomban élő örményeket, mint akik veszélyeztetik az ország biztonságát. Egy oszmán tengerésztiszt így vázolta fel a tervet:
Hogy igazolják ennek a leírhatatlan bűnténynek az elkövetését, a szükséges propagandaanyagot teljes egészében elkészítették Isztambulban. Olyan állítások voltak benne, mint „Az örmények szövetségre léptek az ellenséggel. Felkelést fognak kirobbantani Isztambulban, leöldösik az Ittihád, az ifjútörök mozgalom vezetőit és megnyitják az utat a szoroson a Dardanellákon keresztül.”
1915. április 24-e éjjelén az oszmán kormány összegyűjtött és bebörtönzött körülbelül kétszázötven örmény értelmiségit, majd még aznap éjjel valamennyiüket kivégezték. Ezt a dátumot tekintik az örmény genocídium kezdetének.

#### Törvényhozás, május 29.

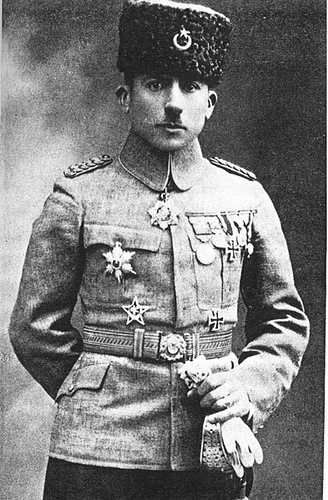
Rafael de Nogales Méndez (1879-1936), venezuelai származású tiszt az oszmán hadseregben szolgált és részletes beszámolót írt a népirtásról

1915 májusában Mehmed Talaat pasa azt kérte a kormánytól és a nagyvezírtől, hogy törvényesítsék az örmények Anatóliából való kitelepítését. 1915. május 29-én az Egység és Haladás Központi Bizottsága elfogadta az ideiglenes kitelepítési törvényt (Tehcir-törvény), ami felhatalmazta az oszmán kormányt és hadsereget arra, hogy kitelepítsenek bárkit, akiről „úgy érzik”, veszélyt jelent a nemzetbiztonságra. Pár hónappal később jóváhagyták az ideiglenes kisajátítási és lefoglalási törvényt is, ami kimondta, hogy az örmények minden tulajdona, beleértve a földjüket, haszonállataikat és otthonaikat a hatóságok által lefoglalandó. Ahmed Riza oszmán parlamenti képviselő tiltakozott a törvény elfogadása ellen:
Törvénytelen az örmények vagyonát „elhagyott javaknak” minősíteni, hiszen az örmények, a tulajdonosok nem önként hagyták el birtokaikat; erőszakkal, kényszer alkalmazásával távolították el őket lakhelyeikről és kényszerítették száműzetésbe. Most a kormány azon van, hogy áruba bocsássa a javaikat (…) Ha mi egy alkotmányos kormány vagyunk, ami az alkotmányos joggal összhangban működik, nem tehetjük meg ezt. Lefogni a kezemet, kiűzni a falumból és aztán eladni a javaimat és tulajdonomat, ez minden körülmények között elfogadhatatlan. Sem az oszmánok lelkiismerete, sem a törvény nem engedheti meg ezt.
Az örmények tulajdonának lefoglalása és a törvény kihirdetését követő tömegmészárlások óriási felháborodást váltottak ki a nyugati világ nagy részén. Bár az Oszmán Birodalom háborús szövetségesei csak mérsékelten tiltakoztak, azóta temérdek német és osztrák történeti dokumentum került elő, ami tanúsítja azok szerzőinek szörnyűlködését az örmények által elszenvedett tömeges éhínségek és gyilkosságok felett. Az Egyesült Államokban a The New York Times majdhogynem naponta foglalkozott az örmény nép ellen elkövetett tömeggyilkosságokkal, és „szisztematikus”, „jóváhagyott”, „a kormány által szervezett” eseményeknek írta le őket. Theodore Roosevelt később a háború legnagyobb bűntényeként jellemezte a népirtást.

#### Munkás zászlóaljak
A Tehcir-törvény elfogadásakor Enver elrendelte, hogy minden, az oszmán hadseregben szolgáló örményt fegyverezzenek és szereljenek le, majd osszanak be munkás zászlóaljakba (törökül: amele taburlari). Sok örmény újoncot azonnal kivégeztek az oszmán brigádok. Más örmény újoncokat előbb segédmunkásként (hamal) dolgoztattak, de végül őket is kivégezték.

### A Különleges Szervezet (Teşkilat-ı Mahsusa)
Míg a hivatalos „különleges szervezetet” 1911 decemberében hozta létre az oszmán kormány, egy másik szervezetet, ami közreműködött mindabban, ami az törökországi örmény közösség megsemmisítéséhez vezetett, az ifjútörök Egység és Haladás alapította. Ez a szervezet 1913-ban vette fel a nevet és egyfajta különleges katonai alakulatként működött.
Később, 1914-ben az irányításban nagyobb szerepet szerző oszmán kormány utasításásra bűnözőket engedtek ki a börtönökből, hogy belőlük hozzák létre az újonnan megalakult különleges szervezet központi alakulatait. A bíróságra benyújtott mazhari meghatalmazások szerint már 1914 novemberében 124 bűnözőt bocsátottak szabadon a Pimian börtönből. Ezt számos további szabadlábra helyezés követte; Ankarában pár hónappal később 49 elítéltet engedtek el a központi börtönből. 1914 vége és 1915 eleje között apránként elítéltek százai, majd ezrei szabadultak ki és lettek a különleges szervezet tagjai. Később az volt a feladatuk, hogy kísérjék az örmény kitelepítettek konvojait. Vehib, a harmadik oszmán hadsereg parancsnoka „az emberi faj mészárosainak” nevezte a különleges szervezet ezen tagjait.

### A kitelepítés menete
Az örményeket a szíriai Dajr ez-Zaur városába és az azt körülvevő sivatagba meneteltették. Jó néhány bizonyíték utal arra, hogy az oszmán kormány sem a kitelepítés során, sem pedig a megérkezéskor nem látta el őket semmiféle felszereléssel és élelemmel, amivel életben maradásukat biztosíthatta volna. Augusztus 15-én a New York Times a következőt írta: „Az utakat és az Eufrátesz folyót a száműzöttek holttestei borítják, és a még életben levők is biztos halálra vannak ítélve. A hatóságoknak az a szándéka, hogy kipusztítsák a teljes örmény népet.”
A kitelepítetteket kísérő oszmán csapatok nemcsak, hogy másoknak megengedték, hogy kifosszák, megöljék, megerőszakolják az örményeket, de gyakran maguk is részt vettek ezekben a cselekményekben. Hozzátartozóiktól elszakítva és a sivatagba száműzve örmények százai és ezrei pusztultak el. A New York Times írja:
Természetesen az éhezés és betegségek okozta halálozási arány nagyon magas, és a helyzetet csak rontja a hatóságok brutális bánásmódja, a sivatagban oda-vissza meneteltettett száműzöttekkel ugyanis rabszolga-felügyelőkként viselkednek. A hideg éghajlatú vidékről származó embereket kint hagyják a perzselő sivatagi napon étel és víz nélkül és kevés kivételtől eltekintve semmiféle menedéket nem remélhetnek. Átmeneti segítséghez csak a néhány lefizethető tiszt révén lehet hozzájutni.

Nagyobb koncentrációs táborok

Minden bizonnyal huszonöt nagyobb koncentrációs tábor létezett Talat pasa egyik jobbkeze, Şükrü Kaya külügyminiszter irányítása alatt. A legtöbb tábor a mai iraki és szír határok közelében helyezkedett el, és voltak köztük ideiglenes átvonulótáborok is. A Radjo, Katma és Azaz táborokat tömegsírok elhelyezésére használták átmenetileg és 1915 őszére kiürítették őket. Több történész úgy véli, hogy a Lale, Tefridje, Dipsi, Del-El és Ra's al-'Ain táborokat kifejezetten azok számára hozták létre, akiknek várhatóan már csak napjaik voltak hátra.
Bár szinte valamennyi tábor, köztük a legfontosabbak is szabadtériek voltak, a tömeggyilkosságok túlélőit a kisebb táborokban gyakran nem közvetlenül ölték meg: emberek tömegeit elégették, megmérgezték vagy vízbe fojtották.

## A külföld reakciója
Szemtanúk százai, köztük a semleges Egyesült Államok és az Oszmán Birodalom szövetségesei, Németország és az Osztrák–Magyar Monarchia helyszínen levő polgárai feljegyeztek és dokumentáltak számos államilag támogatott tömegmészárlást, bár ezeknek a bizonyítékoknak a hitelességét a Török Köztársaság utólag kétségbe vonta. Sok külföldi vezető, köztük XV. Benedek pápa is megpróbált közbenjárni az örmények érdekében, de az oszmán kormány visszautasította ezeket a kezdeményezéseket mondván, hogy „az ellenséges oroszokkal való együttműködést torolják meg így”. 1915. május 24-én az Antant három tagja figyelmeztette az Oszmán Birodalmat, hogy „tekintettel Törökország emberiség és civilizáció elleni bűneire, a Szövetséges Kormányok nyilvánosan a Fényes Porta tudtára adják, hogy az oszmán kormány valamennyi tagját személyesen felelősnek tekintik ezekért a bűnökért éppúgy, mint a mészárlásokat elkövető katonákat.”
Az Amerikai Bizottság a Közel-Kelet Megsegítésére (American Committee for Relief in the Near East, ACRNE) egy jótékonysági szervezet volt, amit a Közel-Kelet népeinek megsegítésére hoztak létre. A szervezetet idősebb Henry Morgenthau, az Egyesült Államok törökországi nagykövete is támogatta. Morgenthau maga is szemtanúja volt az örmények ellen elkövetett gyilkosságoknak, jelentései nagy támogatást hoztak az ACRNE-nek.

### Az amerikai képviselet az Oszmán Birodalomban
Az Egyesült Államok több konzulátust tartott fenn az Oszmán Birodalomban, köztük Edirnében, Elazığban, Samsunban, İzmirben, Trabzonban, Vanban, Konstantinápolyban és a szíriai Aleppóban. Az Egyesült Államok hivatalosan semleges állam volt 1917-ig, amikor belépett a háborúba az Antant oldalán, viszont közvetlen harci cselekménybe nem bonyolódott az Oszmán Birodalommal, ezért továbbra is közvetve folytatta a küzdelmet az örmény népirtás ellen. Amikor a deportálásokra és mészárlásokra vonatkozó parancsokat kiadták, a konzulátusi tisztviselők jelentették a nagykövetnek, minek voltak tanúi. Az egyik jelentés 1915 szeptemberében érkezett Leslie A. Davis elazıği konzultól, aki leírta, hogy csaknem tízezer örmény holttestet fedezett fel a Göeljuk-tó közelében levő szakadékokban felhalmozva; ezt a környéket később mészárszéktartomány néven emlegették.

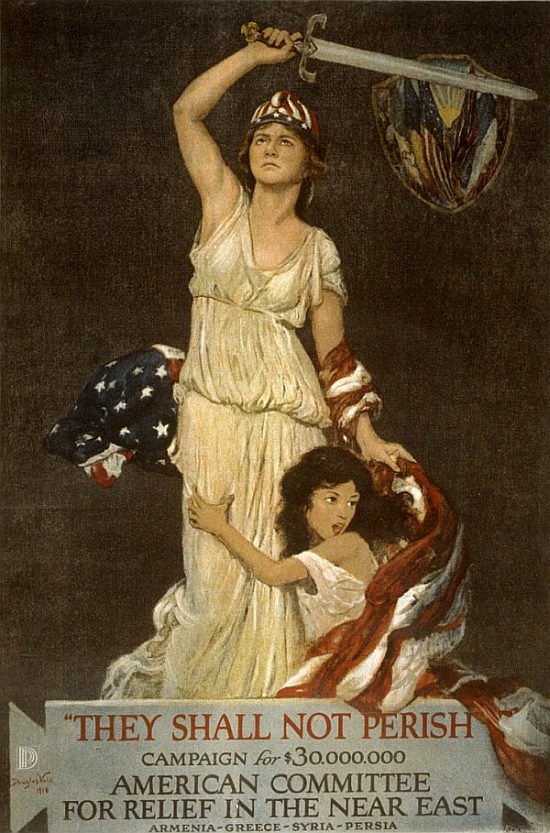
Az Egyesült Államok jelentős segítséget nyújtott az örményeknek a népirtás során. Az Amerikai Bizottság a Közel-Kelet Megsegítésére plakátján a „Nem fognak elveszni” felirat olvasható

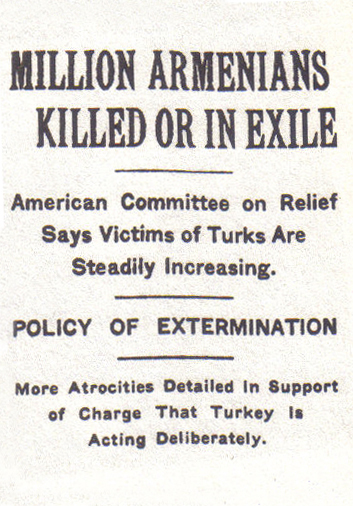
A The New York Times 1915. december 15-ei cikke szerint az oszmán hatóságok egymillió örményt telepítettek vagy végeztek ki

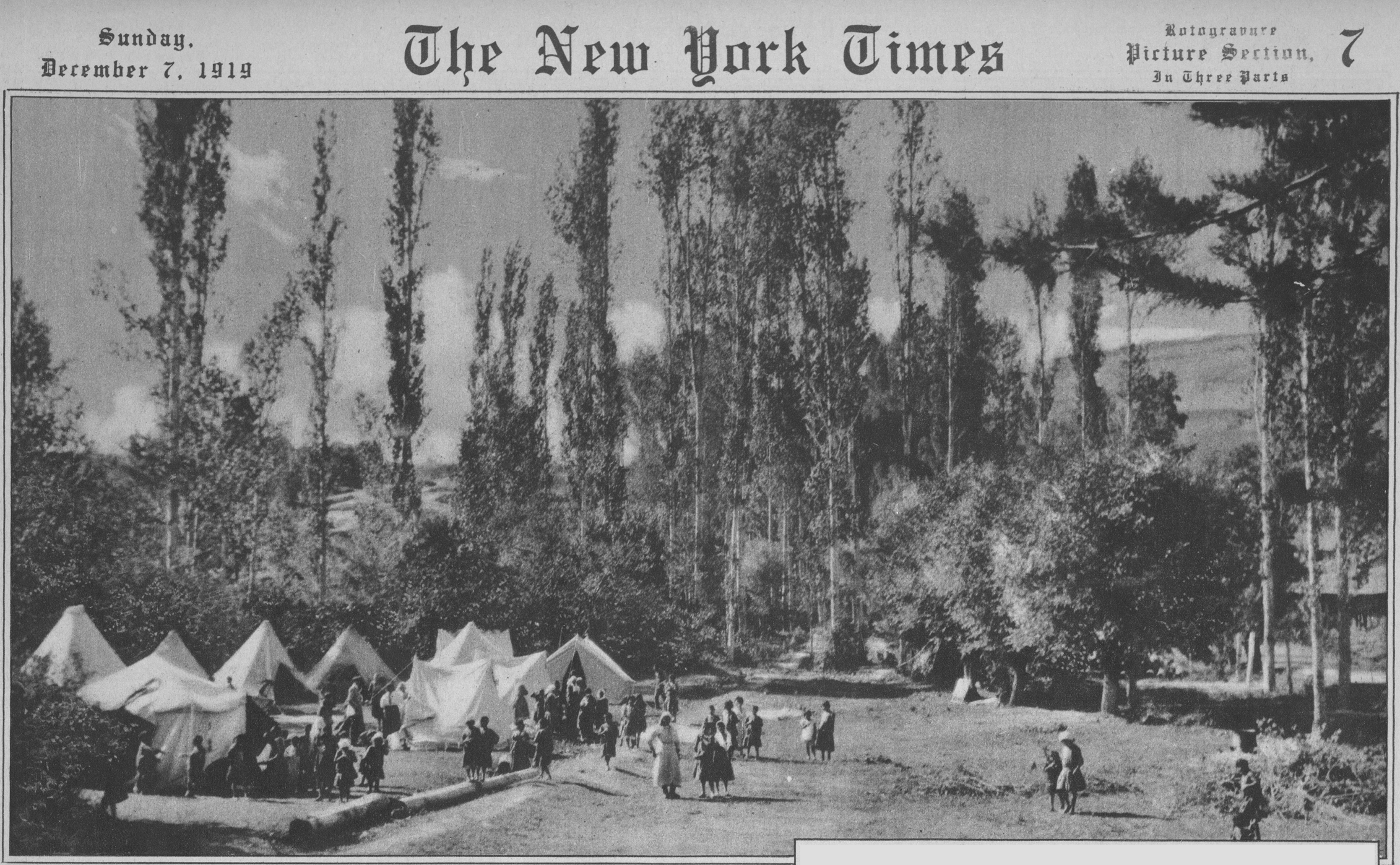
Az Amerikai Bizottság a Közel-Kelet Megsegítésére munkásai Sivasban

Morgerthau hasonló jelentéseket kapott Aleppóból és Vanból is, ezek hatására pedig kérdőre vonta személyesen Talatot és Envert. Amikor felolvasta nekik a konzulok jelentéseit, mindketten úgy ítélték meg, hogy a deportálások a hadvezetés számára szükségesek, azzal támasztva ezt alá, hogy a vani örmények összejátszása a várost elfoglaló orosz haderővel igazolja minden örmény nemzetiségű ember kiirtásának jogosságát. Morgenthau az emlékirataiban később felidézte, hogy „amikor a török hatóságok kiadták a parancsot a deportálásokra, valójában egy teljes faj halálos ítéletét írták alá; ennek teljességgel a tudatában voltak és a velem folytatott beszélgetéseik során nem is tettek különösebb erőfeszítéseket, hogy leplezzék a tényeket…”
A konzulátusok mellett több protestáns missziós telep is működött az örmények lakta területeken, például Vanban és Elazığban. Sok misszionárius élénk beszámolókat írt az oszmán erők brutális bánásmódjáról és számos, a keresztény kisebbség ellen elkövetett atrocitást dokumentáltak.
Az államilag végrehajtott népirtásról a hírlapok és irodalmi folyóiratok naponta beszámoltak világszerte. Sok amerikai felemelte a hangját a népirás ellen, köztük a korábbi elnök, Theodore Roosevelt, Stephen Wise rabbi, William Jennings Bryan és Alice Stone Blackwell. Az Amerikai Bizottság a Közel-Kelet Megsegítésére segítségével több mint 110 millió dolláros támogatás gyűlt össze az örmények részére. Az Egyesült Államokan és Nagy-Britanniában a gyerekeket evés után rendszeresen figyelmeztették, hogy egyék meg az egész ételt, és „gondoljanak az éhező örményekre”.

### Szövetséges erők a Közel-Keleten
A közel-keleti fronton a brit haderő Szíria déli részén és Mezopotámiában állt szemben az oszmán erőkkel. Gertrude Bell brit utazó egy elfogott oszmán katona beszámolója alapján írta az alábbi jelentést:
A zászlóalj február 3-án hagyta el Aleppót és húsz óra múlva megérkeztünk Ras al-Ainba (…) körülbelül tizenkétezer örmény volt ott pár száz kurd őrizete alatt (…) Ezeket a kurdokat csendőrnek nevezték, de valójában mészárosok voltak; nyilvánosan az volt a parancsuk, hogy örmény csoportokat különböző helyekre kísérjenek, férfiakat és nőket egyaránt, de titokban olyan utasítást kaptak, hogy öljék meg a férfiakat, a gyerekeket és az idős asszonyokat (…) Az egyik ilyen csendőr bevallotta, hogy egymaga száz örmény férfit ölt meg (…) a sivatagi víztározók és barlangok teli voltak hullákkal.
A nagyszámú szemtanú beszámolója hatására James Bryce brit politikus és Arnold J. Toynbee történész más országokból, Németországból, Olaszországból, Hollandiából, Svédországból és Svájcból is összegyűjtötték a túlélők és szemtanúk elbeszéléseit, akik hasonlóképpen tanúsították az áratalan örmények szisztematikus lemészárlását az oszmán kormány hadserege által. 1916-ban kiadták a The Treatment of Armenians in the Ottoman Empire, 1915-1916 (Az örményekkel szembeni bánásmód az Oszmán Birodalomban, 1915-1916) című kötetet. Bár a könyvet, mint a központi hatalmak elleni érzelmeket erősítő brit háborús propagandát, több bírálat érte, Bryce még a megjelenés előtt tudósokat kért fel a munkája hitelességének igazolására. Az Oxfordi Egyetem professzora, Gilbert Murray ezt mondta a kötetről: „Ezeknek a leveleknek és jelentéseknek a tanúsága elbír minden vizsgálatot és eloszlat minden kétkedést. Eredetiségük vitán felül áll.” Mások, így Herbert Fischer, a Sheffieldi Egyetem professzora és Moorfield Storey, a jogászokat és joghallgatókat tömörítő American Bar Association korábbi elnöke ugyancsak hasonló következtetésre jutottak.
Winston Churchill a mészárlásokat „közigazgatási holokausztnak” nevezte és megjegyezte, hogy „a leszámolás ezzel a kis-ázsiai néppel annyira tökéletes volt, amennyire egy ilyen cselekedet csak lehet (…) Nincs okunk kételkedni abban, hogy ezt a bűntényt politikai okokból tervezték meg és hajtották végre. Az alkalom adta magát, hogy megtisztítsák a török földet a minden török törekvéssel szemben álló keresztény fajtól.”

### A szövetséges osztrák és német küldöttség
Mint háborús szövetséges, a Német Császárság katonai és polgári formában egyaránt jelen volt az Oszmán Birodalomban. Németország egy Berlintől a Közel-Keletig húzódó vasútvonal, a bagdadi vasút megépítésére igyekezett engedélyt nyerni a Fényes Portától.
A mészárlások egyik leghíresebb tanúja egy német tábori orvos, Armin T. Wegner volt. Wegner szembeszállt az állami cenzúrával és több száz fényképet készített a deportált és éhező örményekről az észak-szíriai táborokban.
Kelet-Törökországban állomásozó német tisztek megkérdőjelezték a kormány állítását, miszerint az örmények felkelést robbantottak ki, emlékezve arra, hogy a környék „nyugodt volt a deportálások megkezdéséig.”
A német diplomáciát báró Hans von Wagenheim (és később gróf Paul von Wolff-Metternich) nagykövet vezette. Morgenthauhoz hasonlóan von Wagenheim számos nyugtalanító beszámolót kapott konzuljaitól az Oszmán Birodalom minden részéről. Adana tartományból Eugene Buge konzul jelentése szerint a helyi ifjútörök vezető megesküdött, hogy megöl és legyilkol minden örményt, aki túlélte a deportációs meneteket. 1915 júniusában von Wagenheim táviratot küldött Berlinbe, ebben jelentette, hogy Talat elismerte: „a deportálások „nem kizárólag katonai megfontolásokból történtek.” Egy hónappal később arra a következtetésre jutott, hogy „nincs többé kétség afelől, hogy a Porta ki akarja irtani az örmény fajt a Török Birodalomból.”
Amikor Wolff-Metternich lépett von Wagenheim helyébe, ő is hasonló táviratokat küldött: „A Bizottság Egység és Haladás, az ifjútörökök az utolsó életben maradt örmények elpusztítását követeli és a kormánynak meg kell hajolnia előttük (…) Minden tartományi elöljárósághoz kirendeltek egy bizottsági képviselőt (…) Az eltörökösítés annyit tesz, mint kiűzni, megölni és elpusztítani mindent, ami nem török.”
A vasútvonalat építő német mérnökök és munkások ugyancsak láttak marhavagonokban összezsúfolt és a vasúton szállított örményeket. Franz Gunther, a bagdadi vasút kivitelezését finanszírozó Deutsche Bank képviselője fényképeket juttatott el az igazgatóihoz, és kifejezte szorongását, amiért csendben kellett maradnia ilyen „vadállati kegyetlenség” láttán. Otto von Lossow vezérőrnagy, helyettes katonai attasé és az Oszmán Birodalomban német katonai meghatalmazott követ egy 1918-ban Batumiban rendezett konferencián a következőt mondta az török szándékokról:
A törökök belekezdtek a transzkaukázusi örmények teljes kipusztításába (…) A török politika célja, mint már mondtam, az örmény kerületek birtokba vétele és az örmények kiirtása. Talat kormánya el akar pusztítani minden örményt, nem csak Törökországban, hanem az országon kívül is. Azoknak a jelentéseknek és híreknek alapján, amelyek eljutottak hozzám ide Tifliszbe, aligha lehet kétség afelől, hogy a törökök annak a pár százezer örménynek is a megsemmisítésére törnek, akiket eddig még életben hagytak.
Friedrich Freiherr Kress von Kressenstein vezérőrnagy ugyancsak megjegyezte, hogy „Az éhínséget okozó török államvezetés teljesen nyilvánvaló bizonyítéka (…) a törökök elhatározásának, hogy elpusztítsák az örményeket.” Szintén figyelemre méltó alak volt a német katonai táborban Max Erwin von Scheubner-Richter, aki több örmények elleni tömegmészárlást is feljegyzett. Tizenöt jelentést küldött Berlinbe Németország kancellárjának a „deportálásokkal és tömeggyilkosságokkal” kapcsolatban. Utolsó jelentése arról tudósít, hogy kevesebb, mint százezer örmény maradt életben az Oszmán Birodalomban; a többit kipusztították. Scheubner-Richter részletesen leírta az oszmán kormány módszereit, kitérve a különleges szervezetre és a népirtás más bürokratikus eszközeire.
Néhány német nyíltan támogatta az örmények ellen irányuló török politikát. Amint a konstantinápolyi német haditengerészeti attasé mondta Henry Morgenthau amerikai nagykövetnek:
„Életem nagy részét Törökországban töltöttem − mondta, − és ismerem az örményeket. És azt is tudom, hogy az örmények és a törökök képtelenek együtt élni ebben az országban. Az egyik fajnak mennie kell. És én nem kárhoztatom a törököket azért, amit az örményekkel tesznek. Úgy vélem, teljesen igazuk van. A gyengébb nemzetnek el kell buknia. Az örmények fel akarják darabolni Törökországot; ők a törökök és a németek ellenségei ebben a háborúban, tehát itt semmi joguk nincs a létezéshez.”
Egy, a genocídiummal foglalkozó konferencián 2001-ben a Szabad Berlini Egyetem professzora, Wolfgang Wipperman olyan dokumentumokat mutatott be, amelyek bizonyítják, hogy a német hadvezetés tudott a tömeggyilkosságokról, de úgy döntött, hogy sem cselekedetben, sem szóban nem avatkozik közbe.

### Az orosz hadsereg
Az Orosz Birodalom elsődleges válasza a fekete-tengeri hadikikötői bombázására egy szárazföldi hadjárat volt a Kaukázuson keresztül. Az Oszmán Birodalom felett aratott korai győzelmeik révén 1914 tele és 1915 tavasza között jelentős területeket szereztek, és 1915 májusában felszabadították a Van városában ellenálló örményeket. Az oroszok szintén beszámoltak róla, hogy előrenyomulásuk során fegyvertelen civil örmények holttestei kerültek útjukba. 1916 márciusában az Erzurum városában látottak miatt megtorló csapást mértek a harmadik oszmán hadseregre, amelyet a mészárlások felelősének tartottak, teljesen megsemmisítve azt.

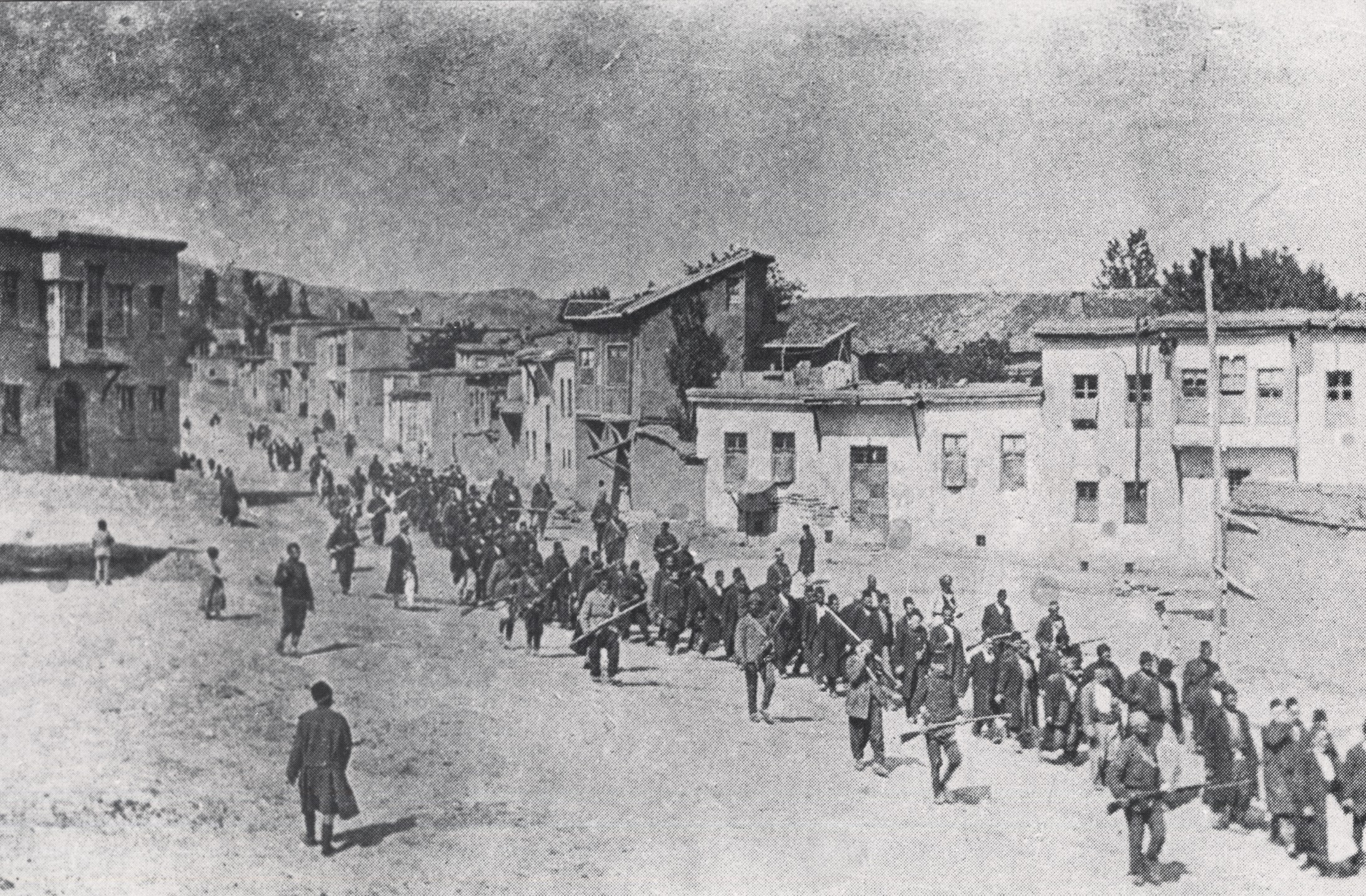
Örmények vonulnak a közeli Mezireh börtönébe fegyveres török katonák őrizetében (Oszmán Birodalom, Örményország, Kharpert, 1915. április)

## 1919−1920, hadbírósági tárgyalások

### Török hadbíróság
A török hadbíróságok először 1918. november 23-án ültek össze. A bíróságokat VI. Mehmed szultán az Egység és Haladás Bizottsága megbüntetésének céljával állította fel az ország elhibázott belekeverése miatt az első világháborúba. Az örmény ügyet ürügyként használták fel, hogy az ifjútörök vezetőket megbüntethessék. A bíróságok által kiadott legtöbb végzés később a nemzetközi törvényszékek elé került. 1919 januárjában egy VI. Mehmed szultánnak küldött jelentés több mint 130 gyanúsítottat sorolt fel, a legtöbbjük magas rangú tisztviselő volt. Mehmed Talat pasa, Ahmed Dzsemal és İsmail Enver már 1919 előtt elmenekültek, előre látva a szultán haragját. Gyakran a három pasa kifejezéssel utalnak erre a triumvirátusra, amelyet felelősnek tartottak az Oszmán Birodalom belekeveredéséért az első világháborúba.
A hadbíróság hivatalosan feloszlatta az Egység és Haladás Bizottságát, ami tíz évig az Oszmán Birodalom gyakorlati ura volt. A szervezet teljes vagyona a kincstárba került, a bűnösnek találtak vagyontárgyait pedig a Megújhodás Pártja (Teceddüt Firkasi) örökölte. A bíróság ítélete értelmében a három pasa kivételével mindannyiukat börtönbe vetették előbb Bekirağában, majd később átszállították őket Máltára. A három pasát bűnösnek találták távollétükben. A bíróság elmarasztalta az Ittihád tagjait, mert olyan háborút folytattak, ami nem volt összhangban az iszlám jog szellemiségével.

### Nemzetközi perek
Ezeket a török politikusokat, hadvezéreket és értelmiségieket kitoloncolták Máltára és ott tartották őket három évig, amíg folyt a tetteik kivizsgálását lehetővé tevő kutatás az isztambuli, londoni, párizsi és washingtoni irattárakban.
Az 1919 januárjában megkötött mudrosi fegyverszünetet követően az előzetes párizsi békekonferencián felállt a Felelősség és Szankciók Bizottsága, melynek elnöke Lansing amerikai külügyminiszter lett. A bizottság munkája nyomán több új cikkellyel bővült a sèvres-i béke szövege, és az Oszmán Birodalom ügyvivő kormányát, valamint VI. Mehmed szultánt és Damat Adil Ferit pasát tárgyalásra idézték. A sèvres-i béke elismerte az Örmény Demokratikus Köztársaságot és kilátásba helyezett egy pert „a hadviselés barbár és törvénytelen módja (…) a háborús törvények és szokások, valamint az emberiség alapvető elvei elleni támadások” felelősei ellen.
A sèvres-i béke 230. cikkelye előírta az Oszmán Birodalomnak, hogy „adja ki a Szövetséges Hatalmaknak mindazokat a személyeket, akiknek mint a hadiállapot teljes tartama alatt az Oszmán Birodalom 1914. augusztus 1-jén bírt területén elkövetett mészárlások felelőseinek kiszolgáltatását az utóbbiak kérik.”
Az 1919-ben Isztambulban tartott tárgyalásokon a népirtás több felelősét távollétükben ítélték halálra, mivel 1918-ban elmenekültek a per elől. A haditörvényszék megállapította az Egység és Haladás Bizottságának szándékát az örmények fizikai megsemmisítésére különleges szervezete útján. Az 1919-ben kelt nyilatkozat így hangzik:
A hadbíróság tekintetbe véve a fent említett bűnöket egyhangúlag igazolja ezen bűnök elsődleges elkövetőinek büntethetőségét, akik a szökésben levő Talat pasa, korábbi nagyvezír, Enver efendi, korábbi hadügyminiszter, a birodalmi hadsereg nyilvántartásából kihúzva, Kemál efendi, korábbi tengerészeti miniszter, szintén kihúzva a nyilvántartásból és Dr. Nezim efendi, korábbi oktatási miniszter, valamennyien az Egység és Haladás Általános Tanácsának tagjai és a párt erkölcsi mivoltának megtestesítői; (…) A hadbíróság a törvény említett kikötéseinek értelmében kimondja a halálos ítéletet Talat, Enver, Kemál és Dr. Nazim felett.

## Nemeszisz hadművelet
A Nemeszisz hadművelet az Örmény Forradalmi Szövetség 1920-as évekbeli titkos műveletének a fedőneve volt, ami az örmény népirtás értelmi szerzőinek meggyilkolására irányult. Nevét a megtorlás görög istennőjéről, Nemesziszről kapta. Az örmény merénylők Mehmed Talat pasa nagyvezírt 1921. március 15-én ölték meg Berlinben, Ahmed Dzsemál pasát pedig 1922. július 21-én Tbilisziben. Ismail Enver pasa 1922. augusztus 4-én esett el a szovjetek elleni harcban.

## Az örmény halottak száma 1914–1918 között
Bár nincs teljes konszenzus abban a kérdésben, hogy hány örmény vesztette életét az örmény genocídium során, abban a nyugati tudósok általában egyetértenek, hogy az 1914 és 1918 között meghalt örmények száma meghaladja az ötszázezret. A különböző becslések háromszázezer (a hivatalos török álláspont szerint) és másfél millió (Örményország, Argentína és néhány más állam szerint) között mozognak. Az Encyclopædia Britannica hivatkozik Arnold J. Toynbee, a brit külügyminisztérium hírszerzőtisztjének a kutatására, aki úgy becsülte, hogy körülbelül hatszázezer örmény „halt meg vagy mészárolták le a kitelepítés során” csak 1915-ben és 1916-ban.

## Az örmény népirtás mint más népirtások mintája

### Az örmény genocídium szerepe Hitler politikájában
Gyakran felvetődik, hogy az örmény genocídium hatással volt Adolf Hitlerre, többször beszélt ugyanis a törökök által az örmények ellen elkövetett gyilkosságokról. Bizonytalan, hogy mennyit tudott Hitler az örmény népirtásról, de többször tett utalást megsemmisítésükre. A leghírhedtebb ilyen irányú kijelentése („ki emlékszik ma már az örményekre?”), egy 1939 augusztusában tartott, a Lengyelország elleni inváziót előkészítő katonai tanácskozáson elhangzott beszédének részlete, úgy értelmezhető, hogy amennyiben az örmények törökök általi kiirtása minden következmény (felelősségre vonás) nélkül lefolyhatott, úgy a lengyelek, zsidók és más, a nácik útjában álló kisebbségek kiirtása is „sima ügynek” ígérkezik: Eme, legismertebb beszéd, amelyben Hitler az örményeket említi:
Kiadtam a parancsot − és bárkit, aki csak egy szóval is bírálni mer ezért, a kivégzőosztag elé állíttatok − hogy háborús céljaink nem csak bizonyos vonalak elérését, hanem az ellenség fizikai megsemmisítését is magukban foglalják. Ennek megfelelően halálfejes alakulatomat riadókészültségbe helyeztem − egyelőre csak keleten − azzal a paranccsal, hogy küldjenek halálba irgalmatlanul és könyörület nélkül minden lengyel származású és nyelvű férfit, nőt és gyereket. Csak így szerezhetjük meg azt az életteret [Lebensraum], amelyre szükségünk van. Végül is, ki beszél ma már az örmények megsemmisítéséről?
Az 1939-es beszédnek legalább két hasonló változatát ismerjük a német Hadvezetőségi Levéltárból, de ezen kívül is számos feljegyzés maradt fenn Hitlernek az örményekkel kapcsolatos megjegyzéseiről. Például 1931-ben, két évvel azelőtt, hogy a Német Birodalom vezérévé emelkedett volna, Hitler egy interjúban megjegyezte, hogy „az emberek mindenütt egy új világrendre várnak. Mi egy nagy újrabenépesítő politikát kívánunk bevezetni (…) emlékezzen csak az örmények kiirtására.” 1943-ban, az európai zsidók kiirtására való törekvése tetőpontján Hitler az alábbi szavakkal kérte a magyar zsidók deportálását Magyarország kormányzójától, Horthy Miklós tengernagytól: „Azok a nemzetek, amelyek nem rázták le a zsidókat a nyakukról, elpusztultak. Erre a legismertebb példa egy valaha oly büszke nép bukása − a perzsáké, akik ma már csak a szánalmas örmények alakjában élnek.”

## Tudományos nézetek
Yehuda Bauer, a Jeruzsálemi Héber Egyetem tanára szavai szerint az örmény genocídium a legközelebbi párhuzam a holokauszttal. Mindazonáltal felhívja a figyelmet több kulcsfontosságú különbségre a holokauszt és az örmény genocídium között, különösen a kiváltó okaikat tekintve:
A nácik a zsidókban látták a világtörténelem központi problémáját. Ennek megoldásától függött az emberiség jövője. Amíg a nemzetközi zsidóságot le nem győzik, az emberi civilizációnak nincs esélye a túlélésre. A zsidókkal szembeni magatartás már-már vallásos jelleget öltött. Az örmények esetében nem volt ilyen motiváció; az örményeket hatalmi-politikai okok miatt akarták megsemmisíteni, és csak Törökországban. (…)
A holokauszt és az örmények lemészárlása közötti különbségek kevésbé jelentősek, mint a hasonlóságok − és ha az örmény népirtást nem is tekintjük holokausztnak abban a szélsőséges formában, mint a zsidókkal szembenit, kétség nélkül ez áll hozzá a legközelebb.
Bauer véleménye szerint az örmény népirtást nem egy 1915-ben kezdődött egyszeri eseménynek kellene tekinteni, hanem folyamatos genocídiumnak, mely 1896-tól 1908/9-en és az első világháborún keresztül egészen 1923-ig tartott. Lucy Dawidowicz szintén az első világháború alatti eseményekhez hasonló jelentőséget tulajdonít ezeknek a korábbi mészárlásoknak:
1897-ben, amikor a Dreyfus-ügy kettéosztotta Franciaországot, egy Dreyfus védelmében tevékenykedő francia zsidó, Bernard Lazare az antiszemitizmus kapcsán a következőt mondta egy csapat párizsi zsidó diáknak: „A keresztény népeknek” − mint megjegyezte − rendelkezésére áll „egy örmény megoldás” az általuk gyűlölt zsidókkal szemben. Az örmények elleni 1894−1895-ös török mészárlásokra utalt, amelyek kiterjedésükben és kegyetlenségükben a legközelebb álltak az európai zsidók elleni gyilkosságokhoz. De Lazare így folytatja: „érzékeik nem engedték, hogy előre lássák ezt". Az egykor elképzelhetetlen „örmény megoldás” napjainkra kivitelezhető „végső megoldássá” vált, ahogy a nácik nevezték az európai zsidók megsemmisítését.
Raphael Lemkin jogászprofesszor, aki 1943-ban megalkotta a genocídium kifejezést, állítása szerint azért tette, „mert olyan sokszor megtörtént… először az örményekkel szemben, majd őutánuk Hitler lépett akcióba.” Különböző nemzetközi szervezetek tanulmányokat folytattak az eseményekkel kapcsolatban, ezek mindegyike arra a megállapításra jutott, hogy a genocídium szó megfelelően leírja „az örmények elleni oszmán mészárlásokat 1915-ben és 1916-ban.” Az ezt megerősítő szervezetek között találjuk a Nemzetközi Átmeneti Igazságszolgáltatási Központot (International Center for Transitional Justice), a Genocídiumkutatók Nemzetközi Szervezetét (International Association of Genocide Scholars) és az ENSZ Emberi Jogok Bizottságának a diszkrimináció megelőzésével és a kisebbségek védelmével foglalkozó albizottságát. 2007-ben az Elie Wiesel Alapítvány az Emberiségért közzétett egy 53 Nobel-díjas tudós által aláírt levelet, amelyben csatlakoznak a genocídiumkutatók megállapításához, hogy az 1915-ös örmények elleni gyilkosságok kimerítik a genocídium fogalmát.
Bár a tagadást többen a gyűlöletbeszéd vagy a politikai indíttatású történelmi revizionizmus egyik formájának tartják, az oszmán történelemmel foglalkozó nyugati akadémikusok csekély kisebbsége kétségbe vonja az események genocídium-jellegét. Míg az ehhez hasonló vélemények Törökország lakosai között mindennaposak, néhány tudós is nagy elismerésre tett szert a hivatalos török álláspont elfogadásával. Például Justin A. McCarthy, a Louisville-i Egyetem professzora rendszeresen kijelentette, hogy a történteknek nem volt genocídium-jellege; 1998-ban a török kormány fáradozásáért a Becsületrendet adományozta neki.
A legfontosabb ellenvélemény talán az, amit Bernard Lewis brit tudós vall. Míg egy korábbi írásában az 1915-ös szörnyű holokausztot úgy említi, amikor másfél millió örmény elpusztult, később arra a véleményre jutott, hogy a genocídium szó kifejezetten pontatlan, mert a „rettenetes mészárlásokat” nem a török kormány szándékos, előre meghatározott döntése alapján követték el. Ezt az álláspontot támogatja Guenter Lewy is.
Hogy ma a Török Köztársaságban vallott tudományos nézetek gyakran ellentétben állnak a nemzetközi közvéleménnyel, az valószínűleg annak tudható be, hogy Törökországban még mindig tilos az örmény genocídiumról beszélni. Orhan Pamuk Nobel-díjas török regényírót zaklatásnak és bűntetőjogi eljárásnak vetették alá, miután egy interjúban azt állította, hogy egymillió örményt öltek meg ebben az országban.
Hozzá hasonlóan az Agos nevű török hetilap örmény nemzetiségű főszerkesztőjét, Hrant Dinket háromszor fogták perbe a törökség rossz hírbe hozásának vádjával, mert bírálta a török államot az örmény genocídium tagadása miatt. 2007-ben egy török nacionalista agyonlőtte. Kiszivárgott fényképeken látszik, hogy a rendőrségi őrizetben nemzeti hősként kezelik a merénylőt, aki a török zászló előtt pózol vigyorgó rendőrök között, ez pedig tűnődésre készteti a tudományos világot az örmény üggyel kapcsolatban.
Bat Ye'or kutatásai szerint az örmény genocídium dzsihád volt. Ye'or úgy véli, hogy az iszlámnak a dhimmikről és a dzsihádról alkotott fogalmai azok között az „elvek és értékek” között voltak, amelyek az örmény genocídiumhoz vezettek.

## A Török Köztársaság és az örmény genocídium
A Török Köztársaság hivatalos álláspontja szerint az örmények „áttelepítése” vagy „kitelepítése” során bekövetkezett haláleseteket nem lehet „népirtásnak” nevezni. Ez az álláspont sok különböző magyarázat összeolvadásából született meg: hogy a gyilkosságokat nem előre megfontolt szándékkal követték el vagy nem voltak kormányzatilag irányítottak, hogy a gyilkosságokat igazolja az örményeknek, mint kulturális csoportnak az oroszbarát magatartása, hogy az örmények egyszerűen csak éhen haltak, illetve a fosztogató „örmény bandákról” szóló elbeszélések is hozzájárultak a nézőpont kialakulásához. Van olyan javaslat, amely jelentéstani vagy időrendi alapon kívánja a genocídium kifejezést érvényteleníteni (a szót ugyanis 1943-ban használták először).
Gyakran felidézik Törökország első világháborús veszteségeit (kb. ötmillió fő), mert mellettük az örmény halottak száma elenyészőnek tűnhet. A Nagy Török Nemzetgyűlés honlapján van egy szakasz Archív dokumentumok az örmények által törökök ellen elkövetett atrocitásokkal és népirtással kapcsolatban címmel, azt a látszatot keltve, hogy az anatóliai törökök szenvedtek el népirtást az örmények részéről.
A török vezérkar honlapján ugyancsak megtalálható számos saját publikáció, melyek az örmény genocídium tagadása mellett kardoskodnak. Az egyik ilyen írás szavai szerint az örmények „egy semmirekellő, élősködő és kapzsi nemzet, amely csak egy másik nemzet terhére képes élni”.
Török kormányzati források kifejtették, hogy „a török nép toleranciája”, amelyről történelmük során már tanúbizonyságot adtak, eleve képtelenséggé teszi az örmény genocídiumot. Az egyik katonai dokumentum egy 11. századi történettel próbálja megcáfolni a népirtást: „A szeldzsuk törökök voltak azok, akik megmentették az 1071-ben török uralom alá került örményeket a bizánciak üldözésétől és jogot biztosítottak számukra az emberhez méltó élethez.” A Der Spiegel cikke így mutatja be ezt a modern török történelemfelfogást:
„Maga beismerné-e a nagyapái bűneit, ha ezek a bűnök valójában meg sem történtek?” − kérdezte Öymen nagykövet úr. A probléma pont ebben a kérdésben rejlik − mondja Hrant Dink, az Agos című isztambuli örmény hetilap kiadója és főszerkesztője. − Törökországban a vezető hivatalnoki réteg soha nem szakított az oszmán hagyománnyal. Az elkövetőkben az apáikat látják, akik becsületét védeniük kell.
Ez a hagyomány önazonosságtudatot nevel bele a török nacionalistákba − bal- és jobboldaliakba egyaránt − és nemzedékről nemzedékre átadódik az iskolarendszeren keresztül. Emellett ennek a hagyománynak szüksége van egy ellenségképre, amellyel szemben meghatározhatja önmagát. És az Oszmán Birodalom kora óta a vallási kisebbségek kényszerülnek ebbe a szerepbe.
Az ügyészség a török büntetőtörvénykönyv 301-es, „a törökség megsértését” tiltó cikkelye alapján rendszeresen perbe fogja azokat a török értelmiségieket, akik nyíltan beszélnek az örmények által az Oszmán Birodalom utolsó napjaiban elszenvedett atrocitásokról. Ugyanakkor Abdullah Gül török köztársasági elnök és több kormányhivatalnok is kijelentette, hogy gondolatai kifejtése miatt jelenleg senki nincs börtönben és utaltak rá, hogy a 301. cikkelyt esetleg hamarosan módosíhatják. A török kormány továbbra is tiltakozik az ellen, hogy más országok hivatalosan elismerik az örmény népirtást.
Yair Auron, az Open University of Israel tanára a The Banality of Denial (A tagadás közönségessége) című munkájában azt állítja, hogy a török kormány változatos módszereivel el akarja fedni a valóságot az örmény genocídiummal kapcsolatban:
Az örmény genocídium valóságos megtörténtét alátámasztó rengeteg bizonyíték ellenére az egymást követő kormányok folyamatosan tagadják a népirtást 1915-től kezdve egészen napjainkig. (…) Politikai megalkuvásból pedig más államok kormányai, köztük az Egyesült Államok és Izrael segédkezet nyújtanak Törökországnak a történelem újraírásához.
Az 1960-as években nagy erőfeszítéseket tettek az újságírók, tanárok és köztisztviselők befolyásolására azzal, hogy elmondták nekik „a történet másik oldalát”. A külföldi tudósokat ösztönözték arra, hogy vizsgálják felül a genocídiumról kialakult képet és írjanak olyan tanulmányokat, amelyekben az örményeket, vagy más változatokban a háborús körülményeket teszik felelőssé a történtekért. (…) Emellett a török kormány igyekezett elérni, hogy a tankönyvekben említés se essék a népirásról és ne legyen része a holokausztról és az emberi jogokról szóló tananyagnak sem.
A török kormányzat igyekezett megakadályozni a genocídiummal kapcsolatos tudományos konferenciákat és nyilvános vitákat, például az 1982-ben Tel Avivban tartott konferenciát a Törökországban élő zsidók biztonságára tett burkolt fenyegetésekkel akarták meghiúsítani.
Az 1980-as évek óta a török kormány támogatja olyan, elismert egyetemekkel kapcsolatban álló intézmények létrehozását, amelyek célja a török történelem és kultúra további kutatása, de amelyek továbbra is hajlanak a tagadásra. Ezeknek a tevékenységeknek a tömegét és kiterjedését egy tudós „iparszerű tagadásnak”, egy másik „a tagadás iparának” nevezte.

## Az örmény genocídium elismerése
Válaszul arra, hogy a török állam tagadja a népirtást, az örmény szórványközösségek aktivistái a világ országainak kormányainál szorgalmazzák a népirtás hivatalos elismerését. Máig huszonnégy független ország (Magyarország nem), az Egyesült Királyság tagországát alkotó Wales és negyven USA-tagállam adott ki olyan hivatalos nyilatkozatot, amelyben valóban megtörtént történelmi eseménynek ismerik el az örmény népirtást. Franciaország 2006-ban nyilvánította bűncselekménynek a népirtás tagadását. 2007. október 10-én az amerikai képviselőház külügyi bizottsága népirtásnak ismerte el az eseményeket. A döntést Abdullah Gül török államfő elfogadhatatlannak minősítette, de George W. Bush amerikai elnök is bírálta. Barack Obama szintén nem vállalkozott rá, hogy a történteket népirtásnak nevezze, csak „szörnyű eseményeket” említett. A törökök még így is elfogultnak nevezték, mondván: csak egyetlen szemszögből nézi a történelmet, nem ejtve szót arról, hogy – szerintük – legalább ugyanennyi török vesztette életét, amikor az örmények fellázadtak az Oszmán Birodalom ellen, és az annak területére behatoló orosz hadsereghez pártoltak.
A törökországi örmény Hrant Dink újságíró (aki egyébként elismerte a népirtást) gyakran kritizálta az elismertetést célzó mozgalmakat, mert hasztalannak tartotta őket.
Izrael fennállásának első éveiben (Törökország Izraellel szemben tanúsított ellenséges magatartására válaszul) elismerte, hogy az örmény népirtás kapcsán párhuzam vonható a zsidóság elleni második világháborús népirtással. Legutóbb 1994-ben Joszi Beilin jelentette ki a Kneszetben, hogy Izrael genocídiumnak tekinti a történteket. Azóta azonban kerülik az izraeli politikusok ezt a kényes témát. Ennek oka, hogy – az Egyesül Államokhoz hasonlóan – Izraelnek is legjelentősebb muzulmán többségű, közel-keleti szövetségese Törökország. A kapcsolat megromlását nem kockáztathatja az izraeli vezetés. A törökök is igyekeznek megakadályozni a zsidó-örmény szolidaritást.
2010 márciusában az amerikai képviselőház külügyi bizottsága jóváhagyott egy nem kötelező érvényű határozatot, amely kimondja, hogy népirtásként bélyegzi meg az örmények törökök általi, az első világháború alatti és utáni tömeges lemészárlását.
2012-től Franciaországban egy év börtönnel és 45 ezer euró pénzbírsággal lehet büntetni a népirtás tagadóit. Recep Tayyip Erdogan török miniszterelnök az akkor elfogadott francia törvényre reagálva kijelentette, hogy „aki népirtást akar látni, annak vissza kell fordulnia, és megnézni saját piszkos és véres történelmét”. Ezzel a francia gyarmatosításra utalt. Örményország külügyminisztere háláját fejezte ki a nemzetgyűlésnek és a francia népnek.
2014. április 23-án Erdogan török kormányfő Törökország nevében részvétét nyilvánította az elkövetett mészárlások során „1915-ben meggyilkolt örmények unokáinak.” A sajtóközleményben ugyanakkor most sem használta a „népirtás” kifejezést.
Ferenc pápa 2015-ben, a örmény genocídium századik évfordulóján a római Szent Péter-bazilikában örmény szertartású misét celebrált, s közben úgy fogalmazott, hogy a huszadik században három tömeges tragédia történt, melyek közül „Az első, amelyet széles körben a XX. század első népirtásának tartanak, az örmény népet sújtotta”.
2016. június 2-án Berlinben a képviselőház egy ellenszavazat és egy tartózkodás mellett kimondta, hogy népirtás volt, amit az Oszmán Birodalomban száz évvel ezelőtt az örmények ellen elkövettek.
Az Amerikai Egyesült Államok Képviselőháza 2019. október 29-én elfogadott határozatában népirtásként ismerte el a törökök által 1915 és 1923 között végrehajtott örmény tömegmészárlást. 2021 áprilisában Joe Biden lett az első amerikai elnök, aki hivatalosan is elismerte népirtásnak a történteket.

### Az örmény népirtást elismerő független országok
2024 tavaszáig 34 ország ismerte el népitársnak:
1. Uruguay, 1965
2. Ciprus, 1975
3. Örményország, 1988
4. Oroszország, 1995
5. Kanada, 1996
6. Libanon, 1997
7. Belgium, 1998
8. Franciaország, 1998
9. Görögország, 1999
10. Vatikán, 2000
11. Olaszország, 2000
12. Argentína, 2003
13. Svájc, 2003
14. Hollandia, 2004
15. Szlovákia, 2004
16. Venezuela, 2005
17. Litvánia, 2005
18. Lengyelország, 2005
19. Chile, 2007
20. Svédország, 2010
21. Bolívia, 2014
22. Ausztria, 2015
23. Csehország, 2015
24. Németország, 2016
25. USA, 2019

...
34. Mexikó, 2023

## Emlékezete

### A Cicernakaberd emlékmű
1965-ben, a népirtás ötvenedik évfordulóján egy huszonnégy órás tömegtüntetés kezdődött az akkor a Szovjetunióhoz tartozó Jerevánban azzal a követeléssel, hogy a szovjet hatóságok ismerjék el az örmény genocídiumot. Az emlékmű két évvel később készült el a jereváni Cicernakaberd dombon, a Hrazdan folyó felett. A 44 méter magas központi oszlop az örmények nemzeti újjászületését jelképezi. Mellette tizenkét táblát helyeztek el kör alakban, melyek a tizenkét elvesztett − ma Törökországhoz tartozó − tartományt szimbolizálják, a kör közepén pedig örökmécses lobog.
Minden évben április 24-én emberek százai és ezrei keresik fel a genocídium emlékművét és helyeznek el virágokat az örökmécses körül.

### Művészet
Az örmény genocídium első megjelenése a művészetben egy 1915-ben Szentpéterváron kiadott emlékérem volt, ami a oroszok együttérzését fejezte ki a szenvedő örményekkel. Akkor verték, amikor még javában folytak a mészárlások és deportálások. Azóta sok országban érmek tucatjait adták ki az esemény emlékére.
Számos kötet látott napvilágot az események szemtanúinak beszámolóival, közülük említésre méltók Alma Johansson svéd misszionárius és idősebb Henry Morgenthau amerikai nagykövet beszámolói. Armin Wegner német orvostanhallgató több könyvet is írt azokról az eseményekről, melyeknek az Oszmán Birodalomban való tartózkodása alatt tanúja volt. Évekkel később, miután visszatért Németországba, a nácizmussal való szembenállása miatt bebörtönözték, könyveit pedig a nácik elégették. Mindazonáltal a leghíresebb irodalmi mű az örmény népirtással kapcsolatban Franz Werfel 1933-ban kiadott munkája: A Musza Dag negyven napja. A könyv bestseller lett, 1982-ben megfilmesítették.
Kurt Vonnegut 1988-as Kékszakáll című regényének központi témája az örmény genocídium. Ezenkívül fontos szerepet kap az örmény népirtás Louis de Bernières Szárnyatlan madarak (Birds without Wings), Edgar Hilsenrath Az utolsó gondolatok meséje (Das Märchen vom letzten Gedanken) és Stefan Żeromski Eljön a tavasz (Przedwiośnie) című könyvében. Edward Saint-Ivan 2006-ban megjelent A fekete lovag istene (The Black Knight's God) című novelláskötetében az egyik történetben szerepel az örmény genocídium egy kitalált túlélője.
Az első film az örmény genocídiumról egy hollywoodi produkció volt, ami 1919-ben Megerőszakolt Örményország címmel került a mozikba, és az elismert kanadai-örmény rendező, Atom Egoyan 2002-es Ararát című filmjére is hatással volt. Elia Kazan Amerika, Amerika (America, America) és Henri Verneuil Anya (Mayrig) című filmje szintén tartalmaz utalásokat a genocídiumra. Andrew Goldberg 2006-ban elkészítette az Armenian Genocide című, egyórás amerikai dokumentumfilmjét. Paolo és Vittorio Taviani olasz rendezők a 2007-es Berlini Nemzetközi Filmfesztiválon bemutatták az eseményekkel foglalkozó Pacsirtafarm (La masseria delle allodole) című filmjüket, amely Antonia Arslan könyve alapján készült. Richard Kalinoski Vadállat a Holdon (Beast on the Moon) című színműve két örmény genocídium-túlélőről szól.
Arshile Gorky száműzetésben élő örmény festő, az absztrakt expresszionizmus nagy hatású alakja volt, akinek az anyja éhenhalt a genocídium során. Művészetét minden bizonnyal nagyban befolyásolta az akkori szenvedés és veszteség.
1975-ben a híres örmény származású francia sanzonénekes, Charles Aznavour Ils sont tombés (Elestek) című dalában emlékezett meg az örmény genocídium áldozatairól.
Daniel Decker amerikai zeneszerző és énekes elnyerte a kritika elismerését Ara Gevorgian örmény zeneszerzővel való közös munkájáért. Az Adana című dal, mely az örmények elleni 1909-es pogrom helyszínéül szolgáló tartomány nevét viseli, az örmény genocídium történetét beszéli el. Deckert az örmény kormány meghívta Jerevánba, hogy a 2005. április 24-ei ünnepségen, a népirtás 90. évfordulóján adja elő az Adanát. A dalt tizenhét nyelvre lefordították, és világszerte számos énekes készített belőle felvételt.
A kaliforniai System of a Down együttes tagjai valamennyien az örmény genocídium túlélőinek a leszármazottai, dalszövegeikben és koncertjeiken gyakran felidézik a genocídium emlékét és igyekeznek hallgatóikban tudatosítani annak megtörténtét. Az együttes 2020 novemberében megjelent Genocidal Humanoidz című szerzeménye a 2020-as hegyi-karabahi háború kapcsán született meg, s nem közvetlenül a 20. század eleji örmény népirtásról szól, azonban Serj Tankian, a zenekar frontembere tartott attól, hogy megismétlődik a korábbi szörnyűség. Serj Tankian több saját számában felidézi a népirtást, és más támadásokat is.
Az Integrity nevű hardcore punk együttes 1995-ös albumán, a Systems Overloadon szerepel egy, a népirtásról szóló dal, az Armenian Persecution.
2003 végén Diamanda Galás kiadta Defixiones, Will and Testament: Orders from the Dead című albumát, mely egy nyolcvan perces tisztelgés a törökországi népirtás örmény, görög és asszír áldozatai előtt. „Az előadás egy indulatos töprengés a népirtásról és annak politikailag elfogadott tagadásáról, nevezetesen az 1914 és 1923 között lezajlott örmény, asszír és anatóliai görög népirtásoknak a törökök és amerikaiak általi tagadásáról.”
Derek Sherinian szintetizátorművész 2006-os Blood of the Snake című albumán jelent meg a Djivan Gasparyan dudukművésszel közösen felvett Prelude to Battle című dal, melyet Sherinian „az ükanyjának ajánl, aki az örmény genocídium során a törökök ellen harcolt”.
A 2015-ös Eurovíziós Dalfesztivál örmény indulója, a Genealogy nevű formáció Face the Shadow című dalukban burkoltan emlékezik meg a népirtás százéves évfordulójáról, mivel a dalfesztivál hivatalosan mentes mindenféle nyílt politikai megnyilvánulástól.

### Dokumentumfilmek
- 1975 − The Forgotten Genocide (Az elfelejtett genocídium, rendezte J. Michael Hagopian)
- 1988 − Tillbaka till Ararat (Vissza az Ararátra, rendezte Jim Downing és Göran Gunér)
- 1988 − An Armenian Journey (Örmény utazás, rendezte Theodore Bogosian)
- 1990 − General Andranik (Andranik tábornok, rendezte Levon Mkrtchyan)
- 2000 − I Will Not Be Sad in This World (Nem leszek szomorú ezen a világon, rendezte Karina Epperlein)
- 2003 − Germany and the Secret Genocide (Németország és a titkos genocídium, rendezte J. Michael Hagopian)
- 2003 − Voices From the Lake: A Film About the Secret Genocide (Hangok a tóból: film a titkos genocídiumról, rendezte J. Michael Hagopian)
- 2005 − Hovhannes Shiraz (rendezte Levon Mkrtchyan )
- 2006 − The Armenian Genocide (Az örmény genocídium, rendezte Andrew Goldberg)
- 2006 − Armenian Revolt (Örmény lázadás, rendezte Marty Callaghan)
- 2006 − Screamers (Sikoltók, rendezte Carla Garapedian)
- 2016 - The Promise (Az ígéret, rendezte Terry George)[134]

## Fordítás
- Ez a szócikk részben vagy egészben  az   Armenian Genocide című angol Wikipédia-szócikk ezen változatának fordításán alapul.  Az eredeti cikk szerkesztőit annak laptörténete sorolja fel. Ez a jelzés csupán a megfogalmazás eredetét és a szerzői jogokat jelzi, nem szolgál a cikkben szereplő információk forrásmegjelöléseként.

## Bibliográfia
- Taner Akçam: From Empire to Republic: Turkish Nationalism and the Armenian Genocide. Zed Books, 2004
- Taner Akçam: A Shameful Act: The Armenian Genocide and the Question of Turkish Responsibility. Metropolitan Books, 2006
- Omer Bartov: Mirrors of Destruction: War, Genocide and Modern Identity. Oxford University Press, 2000
- Fuat Dündar: Ittihat ve Terakki'nin Müslümanlari Iskan Politikasi (1913-18). Iletisim, 2001
- David Gaunt: Massacres, Resistance, Protectors: Muslim-Christian Relations in Eastern Anatolia During World War I. Gorgias Press, Piscataway, NJ, 2006 (ISBN 1-59333-301-3)
- Wolfgang Gust: Der Völkermord an den Armeniern. Zu Klampen, 2005
- Johannes Lepsius: Deutschland und Armenien 1914–1918, Sammlung diplomatischer Aktenstücke. Donat & Temmen Verlag, 1986
- Robert Melson: Revolution and Genocide. On the Origins of the Armenian Genocide and the Holocaust. The University of Chicago Press, 1996
- Samantha Power: „A Problem from Hell”: America and the Age of Genocide. Harper, 2003
- Sigurd Sverre Stangeland: Die Rolle Deutschlands im Völkermord an den Armeniern 1915–1916. Trondheim: NTNU, 2013.
- Isidor Wallimann (szerk.): Genocide and the Modern Age: Etiology and Case Studies of Mass Death. Syracuse University Press, 2000
- G.S. Graber: Caravans to Oblivion: The Armenian Genocide 1915. John Wiley & Sons, Inc., New York, 1996
- The Armenian Genocide: A Bibliography University of Michigan, Dearborn: Armenian Research Center
- The Armenian Genocide: A Supplemental Bibliography, 1993-1996 University of Michigan, Dearborn: Armenian Research Center
- Christopher J. Walker: Armenia: The Survival of a Nation. Revised Second Edition. St. Martin's Press, New York, NY, 1990, 476. o.